# Eugerres
Eugerres là một chi trong họ cá móm.

## Các loài
- Eugerres axillaris (Günther, 1864)
- Eugerres brasilianus (G. Cuvier, 1830) (Cá móm Brazil)
- Eugerres brevimanus (Günther, 1864)
- Eugerres castroaguirrei González-Acosta & Rodiles-Hernández, 2013 (Cá móm Lacandon)
- Eugerres lineatus (Humboldt, 1821)
- Eugerres mexicanus (Steindachner, 1863)
- Eugerres periche (Evermann & Radcliffe, 1917) (Cá móm Periche)
- Eugerres plumieri (G. Cuvier, 1830) (Cá móm vằn)